# 退位
退位（たいい、英語: abdication）は、君主がその地位を手放すことである。対義語は即位。権力を手放すかどうかはケースバイケースである。しばしば譲位と混同されるが、その意味合いは異なる。

## 概要
通常、革命や憲法や法律などによって君主制が廃止されない限りは、自動的に継承者に譲り渡すことになる。君主の地位の継承は2種類あり、君主の死によって継承される場合は「退位」と言わず、君主が生きているうちに地位権力を手放すことを「退位」という。また、君主自身の意思ではなく、革命や憲法などで他人が君主から地位権力を剥奪することは廃位（英：dethronement）という（ただし、この場合でも剥奪した側は退位を装うことがある）。
2016年（平成28年）7月13日の第125代天皇明仁の意向を示す主要各紙や放送各局の報道では、「生前退位」の表現が多く用いられた。しかし「生前」という言葉はその人物の「死後」を前提として使用するため、存命の人物に対して「生前」という言葉は非礼に当たり、本来不適当なものであるとされる。通常、存命の人物に対して用いる語は「譲位」とするのが適切である。
中世ヨーロッパ世界において、君主が生前に退位する事例はいくつも見られた。ただしそれは主に、政争に敗れての強制的なものだった。イングランド王国を例にとると、エドワード2世（1327年）、リチャード2世（1399年）が挙げられる。革命で君主の座を追われる事例も近世以降には見られるようになった。同じくイングランドでは、名誉革命で亡命したジェームズ2世(1688年）が代表例である。また、君主自身のスキャンダルを理由とする退位も、近代以降には生じるようになった（バイエルン王国のルートヴィヒ1世、イギリスのエドワード8世など）。
君主自身の高齢化や健康状態を理由とする「譲位」は、古くは神聖ローマ皇帝兼スペイン王カール5世などの例も見られるが、常態的になったのはヨーロッパでも20世紀以降である。その嚆矢となったのは、1948年9月に退位したオランダのウィルヘルミナ女王で、68歳の時に王位を長女のユリアナに譲った。女性君主から実子への譲位と見るならば、アラゴン女王ペトロニラやカスティーリャ女王ベレンゲラなど、中世からしばしば見られるが、これらの場合は男王への譲位である。
退位について、憲法に規定のある国が多い。日本・イギリス・スペインは特別法によって退位している。また、憲法・法律の規定を根拠としないで退位している国の例もある（カタール、ブータン、ベルギー）。

## 20世紀以降に退位した主な君主

### 20世紀前半
| 名                              | 位                           | 日付           | 後継者              |
| ------------------------------- | ---------------------------- | -------------- | ------------------- |
| オスカル2世                     | ノルウェー国王               | 1905年10月26日 | ホーコン7世         |
| 高宗                            | 韓国皇帝                     | 1907年7月20日  | 純宗                |
| 純宗                            | 韓国皇帝                     | 1910年8月29日  | 韓国併合            |
| マヌエル2世                     | ポルトガル国王               | 1910年10月4日  | 君主制廃止          |
| 宣統帝                          | 大清皇帝                     | 1912年2月12日  | 君主制廃止          |
| ニコライ2世                     | ロシア皇帝                   | 1917年3月15日  | 君主制廃止          |
| コンスタンティノス1世           | ギリシャ国王                 | 1917年6月11日  | アレクサンドロス1世 |
| 宣統帝                          | 大清皇帝                     | 1917年7月12日  | 君主制廃止          |
| フェルディナント                | ブルガリア国王               | 1918年10月3日  | ボリス3世           |
| カール1世                       | オーストリア＝ハンガリー皇帝 | 1918年11月12日 | 君主制廃止          |
| ニコラ1世                       | モンテネグロ国王             | 1918年11月26日 | セルビア王国と統合  |
| ヴィルヘルム2世                 | ドイツ皇帝                   | 1918年11月28日 | 君主制廃止          |
| マリー＝アデライド              | ルクセンブルク女大公         | 1919年1月14日  | シャルロット        |
| コンスタンティノス1世           | ギリシャ国王                 | 1922年9月27日  | ゲオルギオス2世     |
| ゲオルギオス2世                 | ギリシャ国王                 | 1924年3月25日  | 第二共和政          |
| ミハイ1世                       | ルーマニア国王               | 1930年6月8日   | カロル2世           |
| アルフォンソ13世                | スペイン国王                 | 1931年4月14日  | 第二共和政          |
| タイムール                      | オマーン・スルタン           | 1932年2月10日  | サイード            |
| プラチャーティポック            | タイ国王                     | 1935年3月2日   | アーナンタマヒドン  |
| エドワード8世                   | イギリス国王                 | 1936年12月11日 | ジョージ6世         |
| カロル2世                       | ルーマニア国王               | 1940年9月6日   | ミハイ1世           |
| 康徳帝                          | 満州国皇帝                   | 1945年8月18日  | ソ連占領下          |
| 保大帝                          | ベトナム皇帝                 | 1945年8月25日  | 君主制廃止          |
| ペータル2世                     | ユーゴスラビア国王           | 1945年12月29日 | 君主制廃止          |
| ヴィットーリオ・エマヌエーレ3世 | イタリア国王                 | 1946年5月9日   | ウンベルト2世       |
| ウンベルト2世                   | イタリア国王                 | 1946年6月12日  | 君主制廃止          |
| ヴァイナー                      | サラワク・ラージャ           | 1946年7月1日   | イギリスに割譲      |
| シメオン2世                     | ブルガリア国王               | 1946年9月15日  | 君主制廃止          |
| ミハイ1世                       | ルーマニア国王               | 1947年12月30日 | 君主制廃止          |
| ウィルヘルミナ                  | オランダ女王                 | 1948年9月4日   | ユリアナ            |
| アブドゥッラー                  | カタール首長                 | 1949年8月20日  | アリー              |

### 20世紀後半
| 名                    | 位                   | 日付           | 後継者             |
| --------------------- | -------------------- | -------------- | ------------------ |
| トリブバン            | ネパール国王         | 1950年11月7日  | ギャネンドラ       |
| ギャネンドラ          | ネパール国王         | 1951年1月7日   | トリブバン         |
| レオポルド3世         | ベルギー国王         | 1951年7月16日  | ボードゥアン       |
| ファールーク1世       | エジプト国王         | 1952年7月26日  | フアード2世        |
| タラール1世           | ヨルダン国王         | 1952年8月11日  | フセイン1世        |
| フアード2世           | エジプト国王         | 1953年6月18日  | 君主制廃止         |
| シハヌーク            | カンボジア国王       | 1955年3月2日   | スラマリット       |
| アリ―                 | カタール首長         | 1960年10月24日 | アフマド           |
| サウード              | サウジアラビア国王   | 1964年11月2日  | ファイサル         |
| シャルロット          | ルクセンブルク女大公 | 1964年11月12日 | ジャン             |
| サイフディン3世       | ブルネイ・スルタン   | 1967年10月4日  | ハサナル・ボルキア |
| サイード              | オマーン・スルタン   | 1970年7月23日  | カーブース         |
| アフマド              | カタール首長         | 1972年2月22日  | ハリーファ         |
| コンスタンティノス2世 | ギリシャ国王         | 1973年6月1日   | 君主制廃止         |
| サワーンワッタナー    | ラオス国王           | 1975年12月2日  | 君主制廃止         |
| ユリアナ              | オランダ女王         | 1980年4月30日  | ベアトリクス       |
| モショエショエ2世     | レソト国王           | 1990年11月12日 | レツィエ3世        |
| レツィエ3世           | レソト国王           | 1995年1月25日  | モショエショエ2世  |
| ハリーファ            | カタール首長         | 1995年6月27日  | ハマド             |

### 21世紀前半
| 名                  | 位                 | 日付           | 後継者                   |
| ------------------- | ------------------ | -------------- | ------------------------ |
| ジャン              | ルクセンブルク大公 | 2000年10月7日  | アンリ                   |
| シハヌーク          | カンボジア国王     | 2004年10月7日  | シハモニ                 |
| サアド              | クウェート首長     | 2006年1月23日  | サバーハ                 |
| シンゲ              | ブータン国王       | 2006年12月15日 | ケサル                   |
| ギャネンドラ        | ネパール国王       | 2008年5月28日  | 君主制廃止               |
| ベネディクト16世    | ローマ教皇         | 2013年2月28日  | フランシスコ             |
| ベアトリクス        | オランダ女王       | 2013年4月30日  | ウィレム＝アレクサンダー |
| ハマド              | カタール首長       | 2013年6月25日  | タミーム                 |
| アルベール2世       | ベルギー国王       | 2013年7月21日  | フィリップ               |
| フアン・カルロス1世 | スペイン国王       | 2014年6月19日  | フェリペ6世              |
| ムハンマド5世       | マレーシア国王     | 2019年1月6日   | アブドゥラ               |
| 明仁                | 天皇               | 2019年4月30日  | 徳仁                     |
| マルグレーテ2世     | デンマーク女王     | 2024年1月14日  | フレゼリク10世           |

## 日本

### 天皇
日本では皇極天皇が弟の孝徳天皇に皇位を譲った例を最古とする（なお、後小松天皇は南北朝合一によって2度譲位を受けている）。譲位した天皇には太上天皇（上皇）の尊号が奉られることが通例である。
平安時代以後の慣例として、譲位する天皇が譲位の宣命を宣布する儀式（譲国の儀）とその後に行われる継承者への剣璽を引き渡す儀式（剣璽渡御の儀）の2つを中心として儀式体系が組まれてきた。院政期に皇室の長たる地位が天皇から治天の君に移ると、天皇は早くに譲位し、制度・慣習により身動きのとれない天皇に比べて自由な立場の上皇（院）として政治に参与することが常態となった。また同時に何人もの上皇が存在することも多く、通常は即位および譲位時期の最も早い上皇（本院）が治天として朝廷を支配した。
大日本帝国憲法下では、1889年（明治22年）に制定された旧皇室典範と登極令で、皇位継承は天皇の崩御を前提としているため、存命中の退位はできないと解釈されていた。
現在の日本国憲法・皇室典範下においても、皇位継承は天皇の崩御を前提としており、長らく退位に関する規定は存在しなかった。
皇室典範で天皇の退位・譲位が認められていなかった理由として、
1. 歴史上見られたような上皇や法皇などといった存在が出てきて弊害を生ずるおそれがあること
2. 必ずしも天皇の自由意思に基づかないで退位の強制ということがあり得る可能性があること
3. 天皇が恣意的に退位をすることができるということ

というものがあり、それらの懸念から退位を認めていないとされていた。
しかし2016年（平成28年）8月8日に明仁（当時、天皇）の譲位の意向をにじませた「おことば」が発表され、その内容に国民も理解・共感をしていることから、皇室典範第4条に対する特例法として『天皇の退位等に関する皇室典範特例法』が国会で成立し、2017年（平成29年）6月16日に公布、2019年（平成31年）4月30日に施行され、明仁はこの日限りで譲位、翌日皇太子徳仁親王が即位した。退位特例法の中で、第125代天皇である明仁に対し「法律の施行の日限り退位し、ただちに上皇となる」ことが明記された。また、「上皇」の新設に伴い美智子（当時、皇后）に対してもあらたに「上皇后」が設けられ、宮内庁に上皇職並びに上皇侍従長及び上皇侍従次長（特別職）を置く（附則第11条）ことも決定した。

## 中国
廃位や王朝の滅亡を除けば、中国史上の皇帝で自発的に退位した例は少ない（唐の玄宗、北宋の徽宗など）。最も新しい例は乾隆60年（1795年）に退位し太上皇となった清の乾隆帝で、「祖父康煕帝の在位年数を越えないため」という名目であった。ただし、当時84歳の乾隆帝はなお実権を握り続けたため二重権力状態となり、乾隆帝の老化もあって朝廷は大いに混乱した。

## イギリス
イギリスでは君主が健康であるかぎりは「譲位」という慣例がなく、君主に支障が生じた場合にも皇太子を摂政に据えて職務を代行させている。
グレートブリテン王国成立以降の国王で退位したのは、エドワード8世のみである。1936年、離婚経験があるアメリカ人女性ウォリス・シンプソンと結婚するため、即位後1年を待たず退位した。「王冠を賭けた恋」として有名である。

エドワード8世国王陛下の退位宣言への効力付与等のための法律（英国）
| （制定文） |
| --- |
| :本年（注：1936 年）12月10日に発せられた国王勅語をもって現国王陛下（注：エドワード8世）は王位を放棄する不退転の決断をされた旨謹んで宣言し、この法律の附則に付した退位宣言書を作成され、それに効力がただちに付されるよう要望された。（中略） それゆえ、この上なく優れる国王陛下により、また、召集された現議会における聖職及び世俗の貴族並びに庶民の助言と承認により、さらにこれらの者の権限によって、以下のように法律を制定する。 |
第1条 国王陛下の退位宣言の効力
（1）1936年12月10日に現国王陛下（注：エドワード8世）により作成され、この法律の附則にも付した退位宣言書は、この法律に国王が裁可した後直ちにその効力を発する。これにより国王陛下は国王の職を解かれ、王位を失い、王位継承第一位の王族の一員により王位及びこれに付随する全ての権利、特権、権威が引き継がれる。
（2）国王陛下､もしあれば同陛下の子及び同陛下の子の子孫は、同陛下の退位後は､王位継承に関していかなる権利も資格も利害も有せず､それゆえ1700年王位継承法第1条の規定はそのように解釈される｡
（3）1772年王室婚姻法の規定（注：婚姻に国王の許可が必要等の定め）は､国王陛下の退位後は､同陛下､もしあれば同陛下の子及び同陛下の子の子孫には適用されない｡
第2条
この法律は、1936年国王陛下退位宣言法として引用することができる。 （1936年12月11日法律第3号）（抄）
附則
私こと、グレートブリテン、アイルランドおよび英国海外領土の国王であり、インド皇帝であるエドワード8世は、私及び私の孫のために王位を放棄する私の不退転の決断と、この退位宣言書にただちに効力が付されることを望む私の気持ちをここに表明する。
その証として、次に署名のある者の立会いの下、1936年12月10日、ここに名を記す。
国王・皇帝(Rex Imperator ) エドワード
アルバート　ヘンリー　ジョージの立会いの下、フォート・ベルヴェデーレにて署名 

エリザベス2世は2022年に96歳で崩御するまで在位を続け、退位議論は起きなかった。理由として、
1. 女王自身が若い頃に生涯をささげると誓った
2. イギリスの制度は終身の君主を想定している
3. 上述のエドワード8世の退位が王室の名誉を傷つけた

ということが挙げられる。

## オランダ
- 【憲法（1814年制定）第27条】 退位の場合には、前条に定められた規定に従った王位継承に繋がる。退位後に生まれた子及びその子孫は、王位継承から除外される。
- 【同28条】 国王は、法律による承認を得ないで婚姻をした場合、退位したものとみなす[6]。

オランダでは19世紀においてすでに、ウィレム1世が退位しウィレム2世が王位を継承した例がある（さらにさかのぼると、ウィレム1世はオラニエ公の地位とオラニエ＝ナッサウ家の家督をウィレム5世公から譲位されている）。
第二次世界大戦後の王位継承はすべて、国王の退位によるものである。
- 1948年にウィルヘルミナ女王（在位：1890年 - 1948年）が戴冠50周年を節目にして、ユリアナ王女に譲位するために退位。
- 1980年にユリアナ女王がベアトリクス王女に譲位するために退位。
- 2013年にベアトリクス女王がウィレム＝アレクサンダー皇太子に譲位するために退位。
ベアトリクスは既に何年も退位を検討していたが、同年に75歳となること、および同年がオランダ王国成立200年という記念の年であるという2つの特別な出来事が重なったことが、退位を決意する契機となった。職務が重すぎるために退位するのではなく、オランダの国に対する責任は新たな世代の手に委ねられなければならないとの思いと、ウィレム＝アレクサンダーとマクシマ妃は将来の職務について十分準備が出来ているとの確信の下に退位した[5]。

## スペイン
- 【憲法（1978年制定）第57条第5項】退位及び王位放棄、並びに王位継承順序につき生じる事実上または法的な疑義は、組織法によりこれを解決するものとする。[6]
- 【ブルボン家フアン・カルロス一世国王陛下の退位につき定める組織法】[6]

| ブルボン家フアン・カルロス一世国王陛下の退位につき定める組織法（組織法3/2014） |
| --- |
| ;フアン・カルロス一世 スペイン国王 この組織法を読み、理解するすべての者は、国会の承認を終えた上、私が以下の組織法を裁可することにつき承知されたい。 前文 2014年6月2日、フアン・カルロス一世国王陛下は首相に対し、首相の前で署名された文書を通じ、自発的意思に基づき退位する考えを伝えた。その内容は以下のとおり。 「既に40年近く前になる私の王位宣誓において、国民が自らの将来を築き上げる主役となり、また我々の国家が現代的かつ欧州において完全に統合された民主主義国家になることを切望し、スペインの国益のために仕えることを堅く約束しました。 スペイン国民が自らの代表者を法に基づき選ぶことを可能にした魅力的な国家的取組を主導し、我々が必要としていた偉大かつ前向きな変化をスペインにもたらすことを約束しました。 今日、振り返ってみるとスペイン国民に対する誇りと感謝の気持ちにたえません。 この年月の中、様々なことがあった中で、我々が成し遂げた多くの成果について、誇り高く思います。私の若年時に、そして情勢が非常に不安定かつ困難な中始まった私の統治期間でしたが、国民の支援により、長きに亘る平和、自由、安定、そして進歩が成し遂げられました。国民の協力に対し、感謝の念が募ります。 スペイン王位という歴史的遺産を私に相続した私の父であるバルセロナ伯の政治的熱意に忠実に、私はすべての国民の王でありたいと願ってきました。国民と願いを共にし、責任意識を持ち、国民の成功を喜び、国民が痛みや不満に悩まされているときは私もその苦しみを感じてきました。 我々が経験した長く深刻な経済危機は、社会基盤に大きな傷跡を残してきましたが、大きな期待で満ちた将来の道筋が見えてきたところでもあります。 過去数年の困難な時期により、我々は、社会としての我々の誤りや限界につき自己批判的に分析することが可能になりました。 また、対照的に、我々が過去にできたこと及び現在できること、また我々が偉大な国家を過去に形成し、現在も形成しているという、誇り高き認識を我々の中に再び呼び覚ましました。 これらすべては、革新する、克服する、そして誤りを正し、強い意志をもって良い未来を切り拓くという、我々の中にある推進力を呼び覚ましました。 このような未来を創造していく中で、新たな世代は、我々の歴史上重要な転換点において私の世代が果たした主導的役割と同じ役割を担うことを、正当な主張の下で求めています。 今日、新たな熱意とともに、現在必要とされる変化や改革を実行し、将来の課題に新たな努力、決意をもって立ち向かおうとする意思の堅い、より若い世代が最前線を担うことは適切なことです。 過去にも、現在にも、未来にも、私の唯一の望みは常に、全ての国民が自由に繁栄、進歩を成し遂げることに貢献することです。 私の人生の全てを注ぎ、また私の能力、喜び、そして努力のすべてを捧げた、スペインにとっての最善を願っています。 我が息子、皇太子フェリペは、王室を特徴付ける要素である安定性を体現しています。 本年1月に 76歳の誕生日を迎えた際に、その安定性を維持するのにこれ以上なく適切な状況にある人に引き継ぐ準備を、これから数ヶ月の間で行うときが来たと考えました。 皇太子は、人間として成熟しており、準備もできており、責任感もあります。これらは、国家元首の役割を完全に担うため、そして得られた経験と若い世代の勢いを組み合わせた、期待に満ちた新たな時代を切り拓くために必要な素質です。このために、レティシア皇太子妃からの助けを常に受けることができると確信しています。 その結果、国民に最も良い形で奉仕するという信念に導かれ、また体調も回復し王室行事に再び戻ることもできるようになったこともあり、私の統治期間に終止符を打ち、王位を退くことを決断しました。私の王位・王権については、憲法の規定に基づき王位継承に係る判断を行う、政府及び国会に託しました。 全てのスペイン国民に、私の統治期間の内で国家権力及び国家機関を体現した全ての人に、私が自らの役目を果たすために賜った寛大かつ忠実な多大な支援に、感謝の意を表したいと思います。 常に私に協力してくれて、寛大な助けを頂いた王妃に対しても、感謝の意を表します。 私の心の最も深いところに、これからもスペインはあり続けます。」 国王陛下は、この内容を下院上院両議長に通知し、首相はこの文書を閣議に送付した。 スペイン憲法第57条第5項は、「退位及び王位放棄、並びに王位継承順序につき生じる事実上または法的な疑義は、組織法によりこれを解決するものとする」と規定している。この規定は、各事案に応じた特別法を通じた場合も含め、継承や退位の承認に係る問題を解決する権限を立法府へ付与した 1845 年憲法、1869 年憲法、1876年憲法、及び違いはあるが他の前例にあるように、スペインの立憲主義の歴史上の先例に従っている。現行憲法はこの最後の点に言及はないが、王位の権限に係る問題は組織法で解決されるという前述の先例及び第57条の趣旨は、国王陛下によりなされた決断を実施するための規定を定める最も適した法的な手段となる。 結果として、この組織法の発効により、退位は実行され、憲法で定める順序に従い、自動的にスペイン王位の継承が行われる。 |

- 第1条 ブルボン家フアン・カルロス一世国王陛下の退位
  - 第1項 ブルボン家フアン・カルロス一世国王陛下は王位を退位する。
  - 第2項 退位はこの組織法が発効した時点から効力を有する。

最終規定 組織法の発効
この組織法は、官報により公示した時点で発効する。したがって、全ての国民、個人、当局に対し、この組織法を保存し、保存されるようにすることを求める。
マドリード 2014年6月18日
フアン・カルロス国王 （署名）
首相マリアノ・ラホイ・ブレイ （署名）
1975年の王政復古でスペイン国王に即位したフアン・カルロス1世が高齢（76歳）であること、皇太子が王位継承の準備ができており、退位は安定的な王位継承に資することを理由に、2014年に退位の文書に署名し退位を表明した。スペイン議会も退位を可決したため、王太子フェリペが新国王に即位しフェリペ6世となった。

## ベルギー
ベルギーでは、第二次世界大戦後に2度の退位が行われている。
- 1951年のレオポルド3世からボードゥアン1世への王位継承。レオポルドが大戦中にとったナチス・ドイツへの態度などから愛国心に疑念を持たれ、国民の間に論争が起こったので、それを収拾するために行われた。そのため「強制退位」の性格がある。
- 2013年のアルベール2世からフィリップへの王位継承。年齢と健康の問題により自らの思うように職務を遂行できないこと、皇太子が王位継承の準備ができており、次世代にバトンを引き継ぐべき時期が来たと判断したことから、自由意思による退位の意向を表明した[5]。

## デンマーク
- 【王位継承法（1953年制定）第6条】同法第2条から第5条（注；国王が死去した場合の王位継承順に係る規定）は、国王もしくは女王が退位した場合にも適用される[6]。

## ノルウェー
- 【憲法（1814年制定）第11条】国会の同意なしに、一度に6か月以上国外滞在した場合は王位を喪失する[6]。

## スウェーデン
- 【統治法（憲法に相当）（1974年制定）第5章第6条】国家元首である国王または女王が連続して6か月の間、その任務を遂行しなかった場合または遂行できなかった場合には、政府は、議会に報告しなければならない。議会は、国王または女王が退位したものとみなすべきか否かを議決する[6]。

スウェーデンでは、17世紀のクリスティーナ女王が1654年に自発的に退位し、従兄のカール10世が新国王となった。クリスティーナは退位後にプロテスタントからカトリックに改宗し、外遊をして当時の知識人と交流するなど教養人としての余生を送った。
18世紀のウルリカ・エレオノーラ女王も1720年に自発的に退位し、夫のフレドリク1世が代わって即位しているが、これは議会による国王権力への制限に対する不満によるものであった。

## ルクセンブルク
ルクセンブルクではオランダからの独立以降、第一次世界大戦直後に1度、第二次世界大戦後に2度の退位による大公位継承が行われている。
- 1919年のマリー＝アデライド女大公から妹のシャルロット女大公への大公位継承。共和派の暴動を受けての政治的事情による。
- 1964年のシャルロット女大公からジャン大公への大公位継承。
- 2000年のジャン大公からアンリ大公への大公位継承。

## クウェート
- 【クウェートの首長位継承に関する1864年法律第4号第3条】 責任ある実行者に備わる必要のある条件の一つを欠く場合、若しくは、権能遂行に対する健康上の能力を欠く場合、首相は、この確定後、特別秘密会議での検討のため国会に事案を提示しなければならない。この条件若しくは能力の欠如が国会に対して決定的に確定した場合、構成する議員の3分の2の多数を以て一時的な皇太子への首長権能遂行の移行若しくはこれへの最終的な国家元首位の移行を決定する（抜粋）[6]。

クウェートでは2006年1月22日付の閣議の文書にシェイク・サアド・アブダッラー・サーリム・サバーハ首長が 健康上の能力を失っているため退位。

## ヨルダン
- 【憲法（1952年制定）第28条（ｍ）】 国王が精神病を患い権限行使が能わなくなった場合は、閣僚会議はその状況を確認次第、ただちに国民議会を招集する。右精神病が明らかに確認された場合、国民議会は、決議によって国王を退位させ、憲法内容に基づいて王位の継承を行う。下院が解散中ないし会期が終了してしまっており、新しい議員がまだ選出されていない場合は、前下院を招集する[6]。

ヨルダンではタラール1世国王が病気のためこれ以上の執務は不可と議会が判断し、退位した。

## カタール
- 【カタール恒久基本法（憲法に相当）（2004 年制定）第15条 】首長の崩御、もしくは首長としての機能を果たすことが完全に不可能になった場合、首長評議会（Council of Ruling Family ）が首長の座位が空席になったことを決定する。その後、閣僚評議会と諮問評議会が秘密合同会議を開催し，首長の空位を宣言するとともに、皇太子が首長となることを宣言する[6]。

カタールではハマド首長が「我々の国家の歴史の新たなページをめくる時がきた。強力な潜在性と創造的思慮とともに、新しい世代が進んで責任を担おうとしている。」と宣言し退位した。

## ブータン
- 【憲法（2008年制定）第2条6項】国王は65歳に達したら退位する。
- 【同20項】国王は意図的な憲法違反を犯した場合、恒久的な精神障害、議会（両院合同会議）において国王に対する退位動議が採択され、国民投票で承認された場合は退位しなければならない[6]。

ブータンではジグミ・シンゲ・ワンチュク国王が「（2008年には初の総選挙が行われ、憲法が成立し、立憲君主制に移行するので）国王は、最高の能力を以て国に仕えるために、可能な限り多くの経験を積むことが必要かつ重要であるため」と表明し、2006年に勅令を出して退位、ジグミ・ケサル・ナムゲル・ワンチュク王子が新国王に即位した。

## カンボジア
カンボジアでは、2004年にノロドム・シハヌーク国王が退位し、ノロドム・シハモニ王子が新国王に即位した。

## 退位後の処遇
同一王朝内で退位が比較的平穏裏に行われた場合、退位した元君主やその親族は、旧来と同等の礼遇をもって接することが約されることが多い。東アジアでは太上皇、太上天皇といった尊号が奉られることが通常で、旧臣とのつながりや君主との父子関係を背景に権力を保持することもある。同一王朝内の退位でもクーデター的に退位に追い込まれた場合は、幽閉されたり尊号が奉られない場合もあり、死後に庶人扱いを受けることもある。簒奪を狙う権臣によって退位させられた場合は殺害されることもある。またローマ帝国の皇帝は五体満足であることが要件であったため、復位することがないようコンスタンティノス6世のように身体に損傷を与えられることもあった。
王朝交代を伴う退位では、魏が後漢に取って代わった際に後漢の献帝が山陽公として貴族となった例など、旧王朝の君主が新王朝の貴族となった例も複数あるが、反乱勢力に推戴されることを恐れて旧皇族や旧王族ともども皆殺しにされる例も少なくない（朝鮮の高麗王朝の王家一族、ロシアのロマノフ王朝のニコライ2世一家、など）。
スペイン王国、ヨルダン・ハシェミット王国、ブータン王国、ベルギー王国は、名誉的に退位前の国王の称号を使用し続けている。また、オランダ王国では国王即位前の称号（プリンス、プリンセス）を使用している。イギリス、カタール国では新たな称号が付与されている（ウィンザー公爵、国父）。
韓国併合ニ関スル条約（1910年）
韓国皇帝及び韓国皇族に相当な尊称、威厳及び名誉を享有させること等が約され、前韓国皇帝ヲ冊シテ王ト為シ皇太子及将来ノ世嗣、太皇帝及各其儷匹ノ称呼ヲ定メ並ニ礼遇ノ件により、前韓国皇帝に対して「王」の身分が与えられる等した（王公族制度）。皇族を除く貴族制度を否定した日本国憲法施行により1947年に身位喪失。
清室優待条件（1912年）
「大清皇帝」の尊号を受け、外国君主と同等の待遇を受けることとなった。後に反故にされた。
エドワード8世の退位（1936年）
「グレートブリテンおよび北アイルランド連合王国ならびに海外自治領の国王、インド皇帝」を自発的に退位した。退位後は「ウィンザー公爵」の爵位を受けた。
天皇の退位等に関する皇室典範特例法（2017年）
第125代天皇明仁の退位について規定した法律。退位した天皇に対し、「上皇」の称号を付した。